# 上凯莱切尼
上凯莱切尼，是匈牙利包尔绍德-奥包乌伊-曾普伦州所辖的一个村。总面积7.99平方公里，总人口385，人口密度48.2人/平方公里（2011年1月1日）。